# Afro house
Afro house (também escrito como Afro-house ou Afrohouse) é um subgênero da house music desenvolvido principalmente na África do Sul. O gênero surgiu na década de 1990. Este estilo musical funde elementos da house tradicional com ritmos e sons africanos, incorporando instrumentos como saxofone, piano e sintetizadores, bem como vocais em várias línguas africanas.

## Características e etimologia
O afro house pode ter surgido depois ou ao mesmo tempo que o kwaito começou a aparecer na África do Sul. O gênero musical é principalmente uma mistura de house tradicional, kwaito, mbaqanga, deep house, tribal house e soulful house. Pode apresentar as várias línguas sul-africanas na música. O BPM geralmente varia entre 80 e 122 e, em alguns casos, pode até chegar a 160 BPM.
A etimologia do nome usa o prefixo 'afro' (que significa qualquer coisa relacionada à África e à cultura africana) e o sufixo 'house', referindo-se ao principal gênero de house music.